# Дорофеев, Александр Владимирович
Александр Владимирович Дорофеев (род. 9 ноября 1997, Асбест, Свердловская область, Россия) — российский боксёр-профессионал, выступающий в тяжёлой весовой категории.
Выступает за сборную России по боксу, мастер спорта России (2022), серебряный призёр Кубка мира нефтяных стран (2021), бронзовый призёр командного Кубка России (2020), многократный победитель и призёр международных и всероссийский турниров в любителях.
Лучшая позиция по рейтингу BoxRec — 160-я (декабрь 2023) и являлся 9-м среди российских боксёров тяжёлой весовой категории, — входя в ТОП-160 лучших тяжеловесов всего мира.

## Любительская карьера

### 2019—2020 годы
В сентябре 2019 года в Самаре участвовал на своём первом взрослом чемпионате России в категории свыше 91 кг, но в первом раунде соревнований, в конкурентном бою по очкам проиграл чемпиону России Ивану Верясову.
В сентябре 2020 года вместе со сборной командой УФО стал бронзовым призёром командного Кубка России по боксу прошедшем в Ижевске.
В решающем бою победив по очкам двукратного чемпиона России Ивана Верясова из команды Санкт-Петербурга.

### 2021—2023 годы
В мае 2021 года в Сургуте стал победителем чемпионата по боксу Уральского федерального округа.
В конце августа 2021 года в Кемерово участвовал на очередном чемпионате России в категории свыше 92 кг, где в первом раунде соревнований по очкам победил опытного Владимира Иванова, но в 1/8 финала он проиграл ввиду неявки на бой против своего одноклубника из ХМАО — Югра Ярослава Дороничева, — который в итоге стал серебряным призёром этого чемпионата России 2021 года.
В октябре 2021 года в Симферополе стал победителем 42-го Всероссийского турнира памяти заслуженного тренера Украины Педро Саэса Бенедикто.
В декабре 2021 года в Нижневартовске стал серебряным призёром 18-го Кубка мира по боксу нефтяных стран памяти Героя Социалистического Труда Ф. К. Салманова, в финале проиграв соотечественнику Эмину Хатаеву.
В августе 2023 года в Хабаровске стал четвертьфиналистом чемпионата России в категории свыше 92 кг, где он в 1/8 финала соревнований по очкам (5:0) победил Михаила Бурноса, но в четвертьфинале по очкам (0:5) проиграл опытному Ярославу Дороничеву, — который в итоге стал чемпионом России 2023 года.

## Профессиональная карьера
27 марта 2021 года состоялся его профессиональный дебют, когда он победил единогласным решением судей (счёт: 40-36 — трижды) опытного украинца Германа Скобенко (5-6-2).

## Статистика профессиональных боёв
В таблице перечислены результаты всех поединков боксёров.
В каждой строке указан результат поединка. Дополнительно номер поединка обозначен цветом, который обозначает итог поединка. Расшифровка обозначений и цветов представлена в нижеследующей таблице.
| Пример | Расшифровка                     |
| ------ | ------------------------------- |
|        | Победа                          |
|        | Ничья                           |
|        | Поражение                       |
|        | Планируемый поединок            |
|        | Поединок признан несостоявшимся |
| КО     | Нокаут                          |
| ТКО    | Технический нокаут              |
| PTS    | Решение судей (по очкам)        |
| UD     | Единогласное решение судей      |
| MD     | Решение большинства судей       |
| SD     | Раздельное решение судей        |
| RTD    | Отказ от продолжения боя        |
| DQ     | Дисквалификация                 |
| NC     | Поединок признан несостоявшимся |

| 7 поединков, 7 побед (3 нокаутом). | 7 поединков, 7 побед (3 нокаутом). | 7 поединков, 7 побед (3 нокаутом). | 7 поединков, 7 побед (3 нокаутом). | 7 поединков, 7 побед (3 нокаутом).                             | 7 поединков, 7 побед (3 нокаутом). | 7 поединков, 7 побед (3 нокаутом).                    |
| Бой                                | Рекорд                             | Дата боя                           | Соперник                           | Место проведения боя                                           | Раундов, время                     | Дополнительно                                         |
| ---------------------------------- | ---------------------------------- | ---------------------------------- | ---------------------------------- | -------------------------------------------------------------- | ---------------------------------- | ----------------------------------------------------- |
| 7                                  | 7-0                                | 6 мая 2023                         | Мирзохиджон Абдуллаев (3-1-1)      | КРК «Уралец», Екатеринбург, Свердловская область, Россия       | RTD 6 (8), 3:00                    | Счёт судей: 60-54 (трижды).                           |
| 6                                  | 6-0                                | 9 июля 2022                        | Виктор Чварков (2-6)               | КРК «Уралец», Екатеринбург, Свердловская область, Россия       | UD 8 (8)                           | Счёт: 80-72, 79-73 (дважды).                          |
| 5                                  | 5-0                                | 19 февраля 2022                    | Юрий Быховцев (10-23-3)            | RCC Boxing Academy, Екатеринбург, Свердловская область, Россия | UD 6 (6)                           | Счёт: 60-54 (трижды).                                 |
| 4                                  | 4-0                                | 4 ноября 2021                      | Александр Зубков (5-2)             | RCC Boxing Academy, Екатеринбург, Свердловская область, Россия | RTD 4 (6), 3:00                    | Счёт: 40-36 (трижды).                                 |
| 3                                  | 3-0                                | 26 июня 2021                       | Аббосхон Мирзаабдуллаев (1-0)      | RCC Boxing Academy, Екатеринбург, Свердловская область, Россия | UD 4 (4)                           | Счёт: 40-36 (трижды).                                 |
| 2                                  | 2-0                                | 17 апреля 2021                     | Данило Дудар (2-0)                 | RCC Boxing Academy, Екатеринбург, Свердловская область, Россия | RTD 2 (4), 3:00                    | Счёт: 20-17 (трижды).                                 |
| 1                                  | 1-0                                | 27 марта 2021                      | Герман Скобенко (5-6-2)            | RCC Boxing Academy, Екатеринбург, Свердловская область, Россия | UD 4 (4)                           | Счёт: 40-36 (трижды). Дебют в профессиональном боксе. |
| Бой                                | Рекорд                             | Дата боя                           | Соперник                           | Место проведения боя                                           | Раундов, время                     | Дополнительно                                         |